# 軍官和男孩 (電影)
《軍官和男孩》（荷蘭語：Voor een Verloren Soldaat）是一部1992年上映的荷蘭劇情片，根據芭蕾舞舞蹈家及編舞蘆荻·但澤的同名自傳小說改編。本片講述了二戰末期一群奉命來解放荷蘭的加拿大士兵中的一名士官與一名12歲的少年（但澤）之間的愛情故事。

## 劇情
吉榮在編排舞蹈的時候，因為電視上正在播放荷蘭解放紀念日的紀錄片，這讓他想起了他在1944年的一段少年時的邂逅。當時正處於二戰，阿姆斯特丹的食物極度匱乏，吉榮的母親為了不讓吉榮忍饑挨餓而將他送往荷蘭鄉村的寄養家庭。吉榮被寄養在一個漁夫家庭，雖然食物充足，但是他對自己的母親卻是無比思念。
伴隨盟國在歐洲開闢第二戰場的行動，一隊加拿大士兵進駐到了吉榮所在的村莊。而也就是在這個時候，吉榮邂逅到了20歲出頭的加拿大士官沃爾特·庫克。在一次舞會上，吉榮認識了沃爾特，并和他成為了朋友。二人的關係越來越密切，最終有了更親密的關係。吉榮的寄養家庭知道吉榮與沃爾特關係親密，但在片中並沒有認為他們的關係超出了友誼的範疇。
後來由於戰爭的發展，沃爾特所屬的軍隊開拔到其他地區，由於命令緊急，沃爾特來不及與吉榮說再見。等吉榮發現沃爾特已經離開的時候，已經無法再與沃爾特說再見。而吉榮偷偷保留的一張照片因為洗衣服的時候不小心洗成了紙漿，而保留了他們之間照片的膠捲也因為不小心而完全曝光。
戰爭結束后，吉榮的母親將吉榮接回了阿姆斯特丹，而也在那個時候，吉榮決定去美國繼續他後來的生活。
影片的最後，成年后的吉榮將他對沃爾特的思念編排成了一隻舞蹈。同時由於沖印技術的發展，曝光的膠捲還是洗出了幾張照片。其中一張合照上，吉榮通過擴大而找到了沃爾特的身份標牌，他意識到，自己似乎可以再度去追尋沃爾特。
在原著中，沃爾特·庫克的名字是沃爾特·P·納爾布特斯。

## 演員
| 演員        | 角色              | 人物介紹 |
| 馬騰·斯米特 | 吉榮·伯曼（少年） | （少年） 因為戰爭的緣故，吉榮·伯曼被母親送往鄉村的寄養家庭躲避戰爭，在這裡他邂逅了加拿大士官沃爾特·庫克，并與之發生了一段愛情故事。 |
| 吉榮·克拉貝 | 吉榮·伯曼（成年） | （成年） 成年後的吉榮·伯曼是一名舞蹈編舞，因為電視上播出了紀念荷蘭解放的新聞而使他回憶起童年的往事。                                |
| 安德魯·凱利 | 沃爾特·庫克       | 加拿大士兵，被盟國派遣前往荷蘭參與荷蘭解放戰爭。他是因為父親的緣故而加入軍隊，他本身卻是一個優柔的人。                              |

### 配角
- Freark Smink 飾 Hait
- Elsje de Wijn 飾 Mem
- Derk-Jan Kroon 飾 Jan
- Wiendelt Hooijer 飾 Henk
- Iris Misset 飾 Bonden
- Gineke de Jager 飾 Elly
- Tatum Dagelet 飾 Gertie
- Marie-José Kouwenhoven 飾 Renske
- Valerie Valentine 飾 Laura
- William Sutton 飾 Chuck
- Andrew Butling 飾 Buikspreker
- Andrew Cassani 飾 Winslow

## 外部連結
- 互联网电影数据库（IMDb）上《軍官和男孩》的资料（英文）
- AllMovie上《For a Lost Soldier》的资料（英文）
- 爛番茄上《For a Lost Soldier》的資料（英文）